# Олів'є Томер
Олів'є Томер (фр. Olivier Thomert, нар. 28 березня 1980, Версаль) — французький футболіст, що грав на позиції нападника, зокрема за «Ланс», а також національну збірну Мартиніки.

## Клубна кар'єра
У дорослому футболі дебютував 1999 року виступами за команду «Ле-Ман», в якій провів три сезони, взявши участь у 43 матчах чемпіонату. 
Своєю грою за цю команду привернув увагу представників тренерського штабу «Лансf», до складу якого приєднався 2002 року і де відіграв наступні п'ять сезонів своєї ігрової кар'єри. Більшість часу, проведеного у складі «Ланса», був основним гравцем атакувальної ланки команди.
2007 року став гравцем «Ренна», в якому мав проблеми із потраплянням до складу команди, і 2010 року перейшов до іспанського «Еркулеса», у складі якого провів за сезон 18 ігор.
Протягом 2012–2013 років знову грав за «Ле-Ман», а завершив ігрову кар'єру в американському «Портланд Тімберс», за основну команду якого провів одну гру того ж 2013 року.

## Виступи за збірну
2013 року залучався до лав національної збірної Мартиніки і провів у її формі 3 матчі. Був учасником тогорічного розіграшу Золотого кубка КОНКАКАФ.